# Casa del carrer de les Parres, 5 (l'Espluga de Francolí)
La Casa del carrer de les Parres, 5 és una obra de l'Espluga de Francolí (Conca de Barberà) inclosa a l'Inventari del Patrimoni Arquitectònic de Catalunya.

## Descripció
Com algunes cases del barri del Caputx, aquesta fou bastida sobre arcs diafragmàtics que substitueixen el mur de la façana de la planta baixa, faciliten l'accés dels productes agrícoles o el bestiar. La resta de la construcció presenta el típic esquema de planta d'habitació i l'assecador.